# Großer Preis von Europa 2007
Der Große Preis von Europa 2007 (offiziell 2007 Formula 1 Grand Prix of Europe) fand am 22. Juli auf dem Nürburgring in Nürburg statt und war das zehnte Rennen der Formel-1-Weltmeisterschaft 2007.

## Bericht

### Hintergrund
Am 29. August 2006 wurde bekannt gegeben, dass der Europa Grand Prix für die Saison 2007 aus dem F1-Kalender gestrichen wurde. Seitdem fand nur noch ein GP pro Jahr in Deutschland statt, abwechselnd auf dem Hockenheimring und dem Nürburgring. Ursprünglich als Großer Preis von Deutschland 2007 gedacht, wurde der Titel später in „Großer Preis von Europa“ geändert, weil der Hockenheimring die Namensrechte für „Großer Preis von Deutschland“ innehatte. Sie konnten sich nicht darauf einigen, die Namensrechte zu teilen.
Der Große Preis von Europa fand letztmals auf dem Nürburgring statt. Von 2008 bis 2012 sollte Valencia der Austragungsort werden.
Nach dem Großen Preis von Großbritannien führte Lewis Hamilton in der Fahrerwertung mit zwölf Punkten vor Fernando Alonso und mit 17 Punkten vor Kimi Räikkönen. In der Konstrukteurswertung führte McLaren-Mercedes mit 24 Punkten vor Ferrari und mit 73 Punkten vor BMW Sauber.
Vor dem Rennwochenende gab es einen Fahrerwechsel: Christijan Albers fuhr nicht für Spyker F1, weil er Sponsorengelder nicht gezahlt hatte. Sein Nachfolger wurde der deutsche Fahrer Markus Winkelhock, Sohn des ehemaligen Formel-1-Fahrers Manfred Winkelhock.
Mit Alonso, Rubens Barrichello und Ralf Schumacher (jeweils einmal) traten drei ehemalige Sieger zu diesem Grand Prix an.

### Training
Im ersten freien Training war Hamilton mit einer Zeit von 1:32,515 Minuten der Schnellste, gefolgt von Räikkönen und Alonso.
Im zweiten freien Training setzte sich dann Räikkönen mit 1:33,339 Minuten an die Spitze. Hamilton wurde Zweiter, Felipe Massa Dritter.
Im dritten freien Training fuhr dann Räikkönen mit 1:31,396 Minuten wieder die schnellste Zeit vor Hamilton und Alonso.

### Qualifying
Das Qualifying bestand aus drei Teilen mit einer Nettolaufzeit von 45 Minuten. Im ersten Qualifying-Segment (Q1) hatten die Fahrer 18 Minuten Zeit, um sich für das Rennen zu qualifizieren. Alle Fahrer, die im ersten Abschnitt eine Zeit erzielten, die maximal 107 Prozent der schnellsten Rundenzeit betrug, qualifizierten sich für den Grand Prix. Die besten 16 Fahrer erreichten den nächsten Teil. Alonso fuhr mit 1:31,074 Minuten die beste Rundenzeit. Jenson Button, beide Toro Rosso, David Coulthard und beide Spyker schieden aus.
Im zweiten Qualifikationsabschnitt (Q2) war dann Felipe Massa im Ferrari mit 1:30,912 Minuten Schnellster. Beide Williams, Giancarlo Fisichella, Barrichello und beide Super Aguri schieden aus.
Im letzten Qualifikationsabschnitt (Q3) fuhr dann Räikkönen mit 1:31,450 Minuten die schnellste Runde und sicherte sich seine 13. Pole-Position. Zweiter wurde Alonso vor Massa.

### Rennen
Das Rennen begann trocken, aber Regen wurde erwartet. Am Ende der Einführungsrunde fuhr Winkelhock als Einziger für Regenreifen an die Box und startete das Rennen daher aus der Boxengasse. Die Ferrari führten nach dem Start. Hamilton, der bereits vier Plätze gut machte, erlitt einen Reifenschaden aufgrund einer Kollision zwischen den BMWs in Runde 1. Dadurch fiel er auf den letzten Rang zurück.
In der ersten Runde begann es zu regnen, früher und stärker als die meisten Teams erwartet hatten. Viele kamen am Ende der Runde an die Box, um auf Intermediates zu wechseln. Spitzenreiter Räikkönen versuchte an die Box zu fahren, verschätze sich aber, verpasste die Boxeneinfahrt und musste eine zusätzliche Runde auf Trockenreifen fahren. Winkelhock befand sich somit durch seinen frühen Stopp in Führung. Dies war auch das erste Mal, dass ein Spyker einen Grand Prix anführte.
Einige Fahrer waren in der Hoffnung, dass der Regen aufhören würde, draußen geblieben. Da der Regen allerdings schlimmer wurde, musste anstelle von Intermediates der Vollregenreifen aufgezogen werden. Winkelhock hatte als einziger Fahrer auf den richtigen Reifen einen großen Vorteil und führte das Rennen mit 33 Sekunden Vorsprung vor Massa und Alonso an. Zu Beginn der dritten Runde war das Wetter so schlecht geworden, dass Wasser um Kurve 1 wie ein Fluss floss und den Spitznamen „Turn 1 River“ erhielt.
Button war zwischenzeitlich auf den vierten Platz vorgerückt, weil er in der ersten Runde zum Reifenwechsel kam. Er drehte sich jedoch zu Beginn der dritten Runde in Kurve 1 in die Mauer, direkt gefolgt von Hamilton. Adrian Sutil hatte anschließend an der gleichen Stelle einen Dreher und verfehlte beide nur knapp, als er die Wand traf. Nico Rosberg und Scott Speed kamen in Kurve 1 ebenfalls von der Strecke ab. Bei Anthony Davidson blockierten daraufhin die Reifen, er stoppte sein Auto aber kurz vor dem Kies und konnte zurücksetzen. Das Safety-Car fuhr nun auf die Strecke, als Vitantonio Liuzzi sich mit hoher Geschwindigkeit drehte. Das Kiesbett verlangsamte ihn und er berührte leicht einen Bergungstraktor. Hamilton hatte seinen Motor nach seinem Dreher laufen lassen und wurde zurück auf die Rennstrecke gehievt. Kurz nachdem das Safety-Car eingesetzt worden war, entschied Rennleiter Charlie Whiting das Rennen zu unterbrechen.
Button, Sutil, Rosberg, Speed und Liuzzi nahmen am Neustart nicht teil.
Als das Safety-Car nach dem Restart in die Box zurückkehrte, verlor Winkelhock seine Führung früh und musste schließlich nach einem Hydraulikschaden in Runde 15 aufgeben. Takuma Satō und Schumacher schieden ebenfalls aus. Schumacher kollidierte mit Nick Heidfeld, der allerdings weiterfahren konnte. Räikkönen schied anschließend wegen mechanischer Probleme aus.
Von da an trocknete die Strecke ab und Massa führte vor Alonso. Mark Webber fuhr auf Platz 3, dicht gefolgt von Alexander Wurz. In Runde 52 begann es wieder zu regnen. Alle Fahrer kamen an die Box für Intermediates. Alonso war in diesen Bedingungen der schnellere Fahrer und er überholte Massa in Runde 56 außen herum in Kurve fünf. Die beiden kollidierten hierbei und Massa musste zurückstecken. Alonso gewann so das Rennen vor Massa und dem Drittplatzierten Webber. Alonso und Massa hatten vor der Siegerehrung einen hitzigen Streit wegen ihrer Kollision. Für Hamilton war sein zehntes Formel-1-Rennen das erste Rennen, welches er nicht auf dem Podium beendete. Die restlichen Punkteränge belegten Wurz, Coulthard, Heidfeld, Robert Kubica und Heikki Kovalainen.
In der Fahrerwertung konnte Alonso den Rückstand auf Hamilton verkürzen, Massa war neuer Dritter. In der Konstrukteurswertung blieben die ersten drei Positionen unverändert.

## Meldeliste
| Team                        | Nr. | Fahrer               | Chassis           | Motor                | Reifen |
| --------------------------- | --- | -------------------- | ----------------- | -------------------- | ------ |
| Vodafone McLaren Mercedes   | 01  | Fernando Alonso      | McLaren MP4-22    | Mercedes-Benz 2.4 V8 | B      |
| Vodafone McLaren Mercedes   | 02  | Lewis Hamilton       | McLaren MP4-22    | Mercedes-Benz 2.4 V8 | B      |
| ING Renault F1 Team         | 03  | Giancarlo Fisichella | Renault R27       | Renault 2.4 V8       | B      |
| ING Renault F1 Team         | 04  | Heikki Kovalainen    | Renault R27       | Renault 2.4 V8       | B      |
| Scuderia Ferrari Marlboro   | 05  | Felipe Massa         | Ferrari F2007     | Ferrari 2.4 V8       | B      |
| Scuderia Ferrari Marlboro   | 06  | Kimi Räikkönen       | Ferrari F2007     | Ferrari 2.4 V8       | B      |
| Honda Racing F1 Team        | 07  | Jenson Button        | Honda RA107       | Honda 2.4 V8         | B      |
| Honda Racing F1 Team        | 08  | Rubens Barrichello   | Honda RA107       | Honda 2.4 V8         | B      |
| BMW Sauber F1 Team          | 09  | Nick Heidfeld        | BMW Sauber F1.07  | BMW 2.4 V8           | B      |
| BMW Sauber F1 Team          | 10  | Robert Kubica        | BMW Sauber F1.07  | BMW 2.4 V8           | B      |
| Panasonic Toyota Racing     | 11  | Ralf Schumacher      | Toyota TF107      | Toyota 2.4 V8        | B      |
| Panasonic Toyota Racing     | 12  | Jarno Trulli         | Toyota TF107      | Toyota 2.4 V8        | B      |
| Red Bull Racing             | 14  | David Coulthard      | Red Bull RB3      | Renault 2.4 V8       | B      |
| Red Bull Racing             | 15  | Mark Webber          | Red Bull RB3      | Renault 2.4 V8       | B      |
| AT&T Williams               | 16  | Nico Rosberg         | Williams FW29     | Toyota 2.4 V8        | B      |
| AT&T Williams               | 17  | Alexander Wurz       | Williams FW29     | Toyota 2.4 V8        | B      |
| Scuderia Toro Rosso         | 18  | Vitantonio Liuzzi    | Toro Rosso STR-02 | Ferrari 2.4 V8       | B      |
| Scuderia Toro Rosso         | 19  | Scott Speed          | Toro Rosso STR-02 | Ferrari 2.4 V8       | B      |
| Etihad Aldar Spyker F1 Team | 20  | Adrian Sutil         | Spyker F8-VII     | Ferrari 2.4 V8       | B      |
| Etihad Aldar Spyker F1 Team | 21  | Markus Winkelhock    | Spyker F8-VII     | Ferrari 2.4 V8       | B      |
| Super Aguri F1 Team         | 22  | Takuma Satō          | Super Aguri SA07  | Honda 2.4 V8         | B      |
| Super Aguri F1 Team         | 23  | Anthony Davidson     | Super Aguri SA07  | Honda 2.4 V8         | B      |

## Klassifikation

### Qualifying
| Pos. | Fahrer               | Konstrukteur       | Q1       | Q2       | Q3       | Start |
| ---- | -------------------- | ------------------ | -------- | -------- | -------- | ----- |
| 01   | Kimi Räikkönen       | Ferrari            | 1:31.522 | 1:31.237 | 1:31.450 | 01    |
| 02   | Fernando Alonso      | McLaren-Mercedes   | 1:31.074 | 1:30.983 | 1:31.741 | 02    |
| 03   | Felipe Massa         | Ferrari            | 1:31.447 | 1:30.912 | 1:31.778 | 03    |
| 04   | Nick Heidfeld        | BMW Sauber         | 1:31.889 | 1:31.652 | 1:31.840 | 04    |
| 05   | Robert Kubica        | BMW Sauber         | 1:31.961 | 1:31.444 | 1:32.123 | 05    |
| 06   | Mark Webber          | Red Bull-Renault   | 1:32.629 | 1:31.661 | 1:32.476 | 06    |
| 07   | Heikki Kovalainen    | Renault            | 1:32.594 | 1:31.783 | 1:32.478 | 07    |
| 08   | Jarno Trulli         | Toyota             | 1:32.381 | 1:31.859 | 1:32.501 | 08    |
| 09   | Ralf Schumacher      | Toyota             | 1:32.446 | 1:31.843 | 1:32.570 | 09    |
| 10   | Lewis Hamilton       | McLaren-Mercedes   | 1:31.587 | 1:31.185 | 1:33.833 | 10    |
| 11   | Nico Rosberg         | Williams-Toyota    | 1:32.117 | 1:31.978 | –        | 11    |
| 12   | Alexander Wurz       | Williams-Toyota    | 1:32.173 | 1:31.996 | –        | 12    |
| 13   | Giancarlo Fisichella | Renault            | 1:32.378 | 1:32.010 | –        | 13    |
| 14   | Rubens Barrichello   | Honda              | 1:32.674 | 1:32.221 | –        | 14    |
| 15   | Anthony Davidson     | Super Aguri-Honda  | 1:32.793 | 1:32.451 | –        | 15    |
| 16   | Takuma Satō          | Super Aguri-Honda  | 1:32.678 | 1:32.838 | –        | 16    |
| 17   | Jenson Button        | Honda              | 1:32.983 | –        | –        | 17    |
| 18   | Scott Speed          | Toro Rosso-Ferrari | 1:33.038 | –        | –        | 18    |
| 19   | Vitantonio Liuzzi    | Toro Rosso-Ferrari | 1:33.148 | –        | –        | 19    |
| 20   | David Coulthard      | Red Bull-Renault   | 1:33.151 | –        | –        | 20    |
| 21   | Adrian Sutil         | Spyker-Ferrari     | 1:34.500 | –        | –        | 21    |
| 22   | Markus Winkelhock    | Spyker-Ferrari     | 1:35.940 | –        | –        | 22    |

### Rennen
| Pos. | Fahrer               | Konstrukteur       | Runden | Stopps | Zeit        | Start | Schnellste Runde |
| ---- | -------------------- | ------------------ | ------ | ------ | ----------- | ----- | ---------------- |
| 01   | Fernando Alonso      | McLaren-Mercedes   | 60     | 4      | 2:06:26,358 | 02    | 1:33,231 (35.)   |
| 02   | Felipe Massa         | Ferrari            | 60     | 4      | + 8,155     | 03    | 1:32,853 (34.)   |
| 03   | Mark Webber          | Red Bull-Renault   | 60     | 4      | + 1:05,674  | 06    | 1:34,449 (29.)   |
| 04   | Alexander Wurz       | Williams-Toyota    | 60     | 4      | + 1:05,937  | 12    | 1:34,235 (33.)   |
| 05   | David Coulthard      | Red Bull-Renault   | 60     | 4      | + 1:13,656  | 20    | 1:34,316 (48.)   |
| 06   | Nick Heidfeld        | BMW Sauber         | 60     | 6      | + 1:20,298  | 04    | 1:34,354 (49.)   |
| 07   | Robert Kubica        | BMW Sauber         | 60     | 4      | + 1:22,415  | 05    | 1:34,451 (49.)   |
| 08   | Heikki Kovalainen    | Renault            | 59     | 4      | + 1 Runde   | 07    | 1:34,603 (48.)   |
| 09   | Lewis Hamilton       | McLaren-Mercedes   | 59     | 4      | + 1 Runde   | 10    | 1:33,401 (29.)   |
| 10   | Giancarlo Fisichella | Renault            | 59     | 4      | + 1 Runde   | 13    | 1:34,893 (48.)   |
| 11   | Rubens Barrichello   | Honda              | 59     | 5      | + 1 Runde   | 14    | 1:35,632 (37.)   |
| 12   | Anthony Davidson     | Super Aguri-Honda  | 59     | 6      | + 1 Runde   | 15    | 1:35,282 (46.)   |
| 13   | Jarno Trulli         | Toyota             | 59     | 6      | + 1 Runde   | 08    | 1:34,496 (29.)   |
| –    | Kimi Räikkönen       | Ferrari            | 34     | 2      | DNF         | 01    | 1:33,904 (32.)   |
| –    | Takuma Satō          | Super Aguri-Honda  | 19     | 3      | DNF         | 16    | 1:37,401 (18.)   |
| –    | Ralf Schumacher      | Toyota             | 18     | 3      | DNF         | 09    | 1:36,195 (18.)   |
| –    | Markus Winkelhock    | Spyker-Ferrari     | 13     | 2      | DNF         | 22    | 1:42,783 (13.)   |
| –    | Jenson Button        | Honda              | 2      | 1      | DNF         | 17    | 2:20,041 (02.)   |
| –    | Adrian Sutil         | Spyker-Ferrari     | 2      | 1      | DNF         | 21    | 2:25,798 (02.)   |
| –    | Nico Rosberg         | Williams-Toyota    | 2      | 1      | DNF         | 11    | 2:50,950 (02.)   |
| –    | Scott Speed          | Toro Rosso-Ferrari | 2      | 1      | DNF         | 18    | 3:01,900 (02.)   |
| –    | Vitantonio Liuzzi    | Toro Rosso-Ferrari | 2      | 2      | DNF         | 19    | 3:22,300 (02.)   |

## WM-Stände nach dem Rennen
Die ersten acht des Rennens bekamen 10, 8, 6, 5, 4, 3, 2 bzw. 1 Punkt(e).

### Fahrerwertung
| Pos. | Fahrer               | Konstrukteur     | Punkte |
| ---- | -------------------- | ---------------- | ------ |
| 01   | Lewis Hamilton       | McLaren-Mercedes | 70     |
| 02   | Fernando Alonso      | McLaren-Mercedes | 68     |
| 03   | Felipe Massa         | Ferrari          | 59     |
| 04   | Kimi Räikkönen       | Ferrari          | 52     |
| 05   | Nick Heidfeld        | BMW Sauber       | 36     |
| 06   | Robert Kubica        | BMW Sauber       | 24     |
| 07   | Giancarlo Fisichella | Renault          | 17     |
| 08   | Heikki Kovalainen    | Renault          | 15     |
| 09   | Alexander Wurz       | Williams-Toyota  | 13     |
| 10   | Mark Webber          | Red Bull-Renault | 8      |
| 11   | David Coulthard      | Red Bull-Renault | 8      |
| 12   | Jarno Trulli         | Toyota           | 7      |

| Pos. | Fahrer             | Konstrukteur       | Punkte |
| ---- | ------------------ | ------------------ | ------ |
| 13   | Nico Rosberg       | Williams-Toyota    | 5      |
| 14   | Takuma Satō        | Super Aguri-Honda  | 4      |
| 15   | Ralf Schumacher    | Toyota             | 2      |
| 16   | Jenson Button      | Honda              | 1      |
| 17   | Sebastian Vettel   | BMW Sauber         | 1      |
| 18   | Rubens Barrichello | Honda              | 0      |
| 19   | Scott Speed        | Toro Rosso-Ferrari | 0      |
| 20   | Anthony Davidson   | Super Aguri-Honda  | 0      |
| 21   | Adrian Sutil       | Spyker-Ferrari     | 0      |
| 22   | Christijan Albers  | Spyker-Ferrari     | 0      |
| 23   | Vitantonio Liuzzi  | Toro Rosso-Ferrari | 0      |
| –    | Markus Winkelhock  | Spyker-Ferrari     | 0      |

### Konstrukteurswertung
| Pos. | Konstrukteur     | Punkte |
| ---- | ---------------- | ------ |
| 01   | McLaren-Mercedes | 138    |
| 02   | Ferrari          | 111    |
| 03   | BMW Sauber       | 61     |
| 04   | Renault          | 32     |
| 05   | Williams-Toyota  | 18     |
| 06   | Red Bull-Renault | 16     |

| Pos. | Konstrukteur       | Punkte |
| ---- | ------------------ | ------ |
| 07   | Toyota             | 9      |
| 08   | Super Aguri-Honda  | 4      |
| 09   | Honda              | 1      |
| 10   | Toro Rosso-Ferrari | 0      |
| 11   | Spyker-Ferrari     | 0      |